# Ensemble La Danserye
El Ensemble La Danserye se fundó en 1998 en Calasparra (Murcia, España), con el objetivo de dar a conocer y divulgar la música instrumental y los instrumentos que se usaron desde la Edad Media hasta el primer Barroco. Con este fin han sido numerosos los conciertos que han realizado por toda la geografía española, desarrollando una gran variedad de programas y repertorios. En la actualidad, el conjunto es grupo residente del Festival de Música Antigua de Úbeda y Baeza, y está establecido en la ciudad de Granada.

## Instrumentos
Los instrumentos son todos reconstrucciones de instrumentos originales de los siglos XV, XVI y XVII conservados en museos como el de Bruselas y catedrales como la de Salamanca. 
- Corneta renacentista, corneta tenor y serpentón
- Chirimías: sopranino, soprano, alto, tenor y bombarda
- Bajón y bajoncillos: soprano y altos
- Orlos: soprano, alto, tenor y bajo
- Flautas dulces: sopranino, soprano, alto, tenor y bajo
- Gaitas: Renacentista y Medieval
- Sacabuches: tenor y bajo
- Trompeta Barroca

## Discografía
- 2003 - Oyd, oyd, los vivientes. Llibre Vermell de Montserrat - La Justa. Collegium Vocale de Madrid, Kaléndula, Ensemble La Danserye. M. Á. Jaraba. Lachrimae LCD 9711.
- 2004 - Música Litúrgica en tiempos de Isabel la Católica. Coro Manuel de Falla. Ensemble La Danserye. Coral Ciudad de Granada. Schola Gregoriana Hispana Archivado el 11 de septiembre de 2011 en Wayback Machine..
- 2013 - Ministriles Novohispanos. Obras del Manuscrito 19 de la Catedral de Puebla de los Ángeles (México). Ensemble La Danserye.[3]
- 2014 - Yo Te Quiere Matare. Ministriles en la ciudad de Granada en el siglo XVI. Ensemble La Danserye.[4]
- 2015 - Francisco López Capillas (1614-1674). Missa Re Sol - Misa Aufer a nobis - Motetes. Ensemble La Danserye & Capella Prolationum.[5]
- 2017 - Chanzonetas. Gaspar Fernández & Alonso de Bonilla. Ensemble La Danserye & Capela Prolationum.[6]
- 2022 - Cantara el alma: Sebastián de Vivanco (ca. 1553-1622). Ensemble La Danserye & Ensemble Plus Ultra & Schola Antiqua. [7]